# Нижнеманайское сельское поселение
Нижнеманайское се́льское поселе́ние — муниципальное образование в Упоровском районе Тюменской области Российской Федерации.
Административный центр — село Нижнеманай.

## История
Статус и границы сельского поселения установлены Законом Тюменской области от 5 ноября 2004 года № 263 «Об установлении границ муниципальных образований Тюменской области и наделении их статусом муниципального района, городского округа и сельского поселения».

## Население
| 2010 | 2011 | 2012 | 2013 | 2014 | 2015 | 2016 |
| ---- | ---- | ---- | ---- | ---- | ---- | ---- |
| 766  | →766 | ↘729 | ↘712 | ↘696 | ↘693 | ↘677 |
| 2017 | 2018 | 2019 | 2020 | 2021 |      |      |
| ↘658 | ↘647 | ↘628 | ↘611 | ↘474 |      |      |

## Состав сельского поселения
| № | Населённый пункт | Тип населённого пункта       | Население |
| - | ---------------- | ---------------------------- | --------- |
| 1 | Верхнеманай      | село                         | 101       |
| 2 | Нижнеманай       | село, административный центр | 92        |
| 3 | Ниходская        | деревня                      | 215       |
| 4 | Сосновка         | деревня                      | 83        |
| 5 | Тополевка        | деревня                      | 275       |